# Tetratoma variegata
Tetratoma variegata es una especie de coleóptero de la familia Tetratomidae.

## Distribución geográfica
Habita en Estados Unidos.